# Lucien Duquesne
Pour les articles homonymes, voir Duquesne.
Eléonor Lucien Ernest Duquesne, né le 17 octobre 1900 à Maromme et mort le 7 mai 1991 dans le 15ème arrondissement de Paris, est un athlète français des années 1920. Il est le fils de Louis Jules DUQUESNE et de Jeanne Eléonore GARRET.

## Biographie
Lucien Duquesne obtient son premier podium national en 1919 avec une troisième place sur 5 000 mètres. Il est deuxième des Championnats de France de cross-country en 1921 et 1922, et quatrième en 1920. Deuxième du 5 000 mètres en 1920, et troisième en 1921 du 1 500 mètres et 5 000 mètres, il remporte ses premiers titres aux Championnats de France d'athlétisme 1923 en finales du 3 000 mètres et du 5 000 mètres. Aux Championnats de France d'athlétisme 1924, il termine premier du 3 000 mètres. Deux ans plus tard, il est sacré champion de France du 3 000 mètres steeple. Enfin, aux Championnats de France d'athlétisme 1928, il termine premier du 5 000 mètres et deuxième du 3 000 mètres steeple. 
Il remporte aussi le Cross des nations par équipes en 1920 et 1923, le Challenge Lemonnier (Versailles-Paris) en 1922, et en  1923 il gagne encore le Prix Roosevelt du Racing Club de France, sur 3 miles.
Il participe aux Jeux olympiques en 1920, 1924 et 1928.